# Terrier boemo
Il Cesky Terrier è una razza di cane, del gruppo III - Terrier, originario della Repubblica Ceca. Il nome, pronunciato ˈtʃɛski, significa letteralmente terrier ceco.

## Storia
La nascita del terrier ceco è attribuita all'allevatore ceco František Horák nel 1948, che incrociò un Sealyham Terrier e uno Scottish Terrier, per ottenere una razza di cane adatta alla caccia nei boschi della Boemia. Nonostante non fosse uno scienziato Horák lavorò per diversi anni come assistente di ricerca presso l'Accademia cecoslovacca delle scienze, dove teneva anche un canile.
Nel periodo comunista, la razza "creata" da Horák divenne popolare in tutto il mondo, ed egli ricevette diverse visite dalla Státní bezpečnost, la polizia segreta cecoslovacca a causa delle numerose lettere che riceveva dall'estero e dai paesi occidentali. Horák morì nel 1997.
Il Cesky Terrier venne riconosciuto per la Fédération cynologique internationale nel 1963, come razza numero 246 nel gruppo 3, Terrier. È una delle sei razze più rare al mondo.

## Caratteristiche
Il Cesky Terrier ha zampe corte e il corpo di media lunghezza, simile sia al Sealyham Terrier sia allo Scottish Terrier.
Presenta una testa lunga mentre la barba, i baffi e le sopracciglia sono folti. Il corpo è solido, ma non pesante. Il pelo è ondulato è spesso presenta tonalità grigio-blu accompagnate da marrone chiaro, grigio, bianco o giallo anche se i cuccioli appena nati hanno una tonalità nera. Il mantello si sfoltisce tra la nascita e l'età di due anni.
Gli occhi sono di colore marrone nei cani con tonalità grigio-blu e di colore giallo nei cani con tonalità marrone. Il naso e le labbra sono di colore nero nei cani con tonalità grigio-blu e di colore marrone nei cani con tonalità marrone. Le orecchie sono triangolari, pieghevoli in avanti vicino alla testa. La testa è lunga ma non troppo larga, con uno stop ben definito.
Solitamente è un cane tranquillo. I Cesky Terrier sono famosi per essere meno vivaci e più tranquilli rispetto agli altri Terrier. Questa caratteristica potrebbe o meno renderli adatti a famiglie con bambini.